# Sieć niskiego napięcia
Sieć niskiego napięcia (nn) – sieć elektroenergetyczna, która dostarcza energię elektryczną do indywidualnych odbiorców. 
W Europie i większości krajów świata lokalna sieć elektroenergetyczna tzw. „niskiego napięcia“, tzn. doprowadzona bezpośrednio do odbiorców indywidualnych dostarcza prąd przemienny o częstotliwości 50 Hz, pod napięciem fazowym 230 V. Odbiorcy wymagający nieco większej mocy dostarczanej zasilani są z sieci trójfazowej o napięciu międzyfazowym 400 V.
W Europie kontynentalnej stosowano napięcie 220 V, a w Wlk. Brytanii – 240 V. W połowie lat 90. XX w. połączono sieci. Zdecydowano o ustaleniu napięcia 230 V (zob. napięcie sieciowe).
W USA, Japonii i niektórych innych krajach poza Europą standardy sieci elektroenergetycznej są inne, np. 60 Hz, pod napięciem 127 V (zob. też częstotliwość napięcia).
Napięcie takie jest charakterystyczne dla końcowego odcinka rozprowadzania energii elektrycznej w sieciach elektroenergetycznych. W terenach silnie zabudowanych (np. miastach) napięcie takie doprowadzane jest kablami ukrytymi pod ziemią. Natomiast w miejscach o rzadszej zabudowie (np. wsiach) stosuje się linie napowietrzne niskiego napięcia, wykonane z aluminiowych przewodów zawieszonych na konstrukcjach wsporczych w postaci słupów (drewnianych lub żelbetowych) wyposażonych w odpowiednie izolatory. Ostatnio coraz częściej stosuje się również splot izolowanych przewodów, co znacznie upraszcza montaż instalacji, jak również podnosi bezpieczeństwo i niezawodność sieci, poprzez eliminację zwarć powodowanych przez zwierzęta lub warunki atmosferyczne.
W USA stosuje się rozprowadzenie energii po osiedlu mieszkalnym dwuprzewodową jednofazową linią średniego napięcia. Niskie napięcie uzyskuje się przy każdym budynku niezależnie, z niewielkiego lokalnego transformatora niskiego napięcia umieszczonego na słupie w charakterystycznej walcowej obudowie, lub w szafie ulicznej. 
Transformator niskiego napięcia posiada uzwojenie wtórne 240 V, pośrodku którego jest odczep. 
Z uzwojenia wtórnego transformatora prowadzi do budynku trójprzewodowa linia niskiego napięcia dostarczająca napięcie dwufazowe 120/240 V. Przewód prowadzący od odczepu transformatora jest lokalnie uziemiony i pełni rolę przewodu neutralnego w obwodach oświetleniowych i gniazdowych 120 V. W obwodach gniazdowych 240 V przewód neutralny nie występuje.